# Галайки
Гала́йки (укр. Галайки) — село, входит в Белоцерковский район Киевской области Украины.
Население по переписи 2001 года составляло 609 человек. Почтовый индекс — 09840. Телефонный код — 4560. Занимает площадь 3,268 км². Код КОАТУУ — 3224681201.

## Местный совет
09840, Київська обл., Тетіївський р-н, с.Галайки